# 答兰
答兰（?—?），元朝大臣，元惠宗时中书平章政事。
至正十五年（1355年），答兰担任秘书卿，出为河南平章政事。至正十七年（1357年），担任中书省参知政事，分省陵州。至正二十一年（1361年），再任中书省平章政事，分省太原。